# Suur-Pahila
Koordinaten: 58° 33′ N, 22° 50′ O

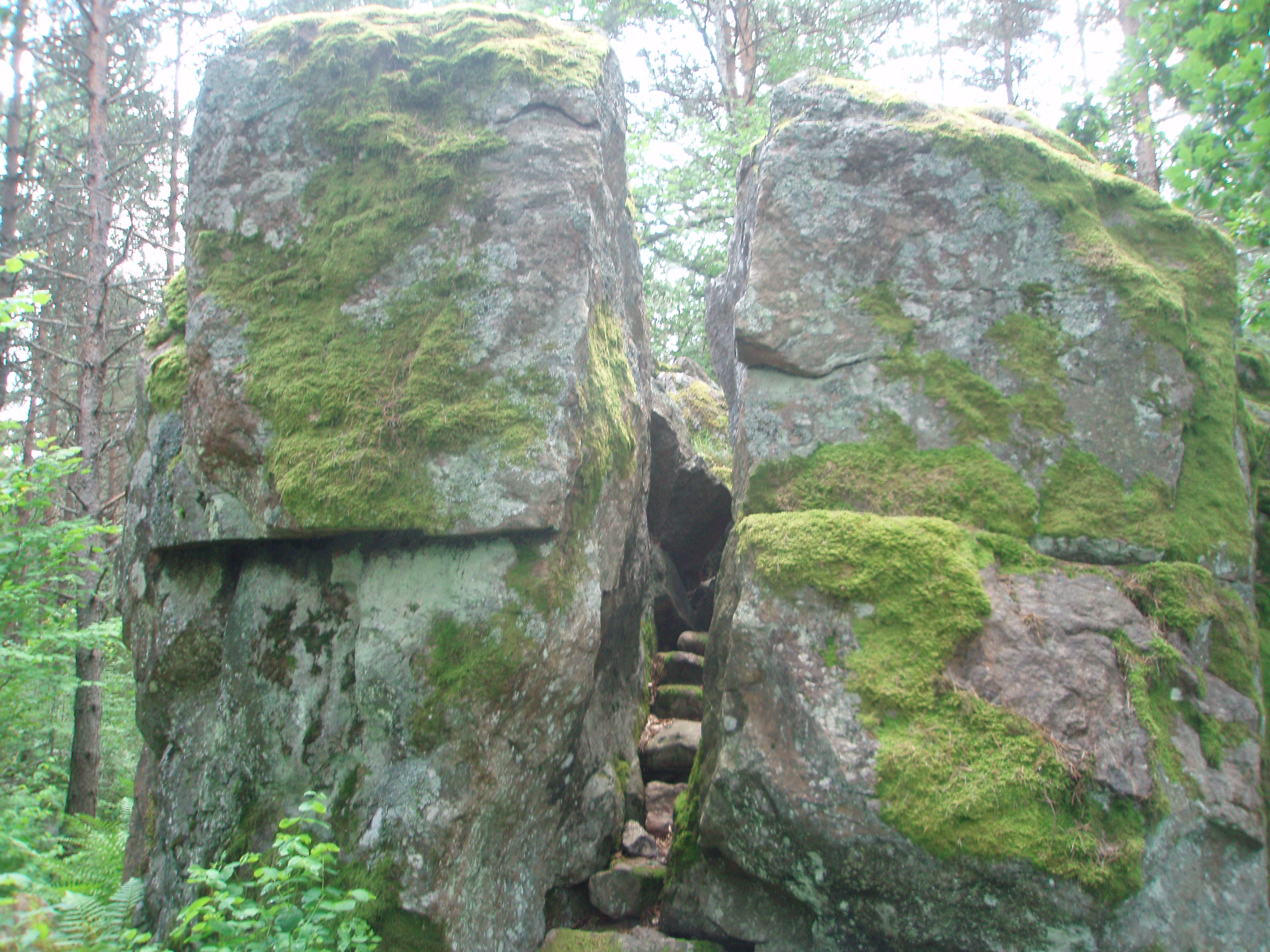
Härjakivi

Suur-Pahila (deutsch Groß-Pahil) ist ein Dorf (estnisch küla) auf der größten estnischen Insel Saaremaa. Es gehört zur Landgemeinde Saaremaa (bis 2017: Landgemeinde Orissaare) im Kreis Saare.

## Einwohnerschaft und Lage
Das Dorf hat 23 Einwohner (Stand 31. Dezember 2011). Es liegt 39 Kilometer nordöstlich der Inselhauptstadt Kuressaare.

## Kultstein
Bekannt ist der Ort vor allem für einen Kultstein, den Härjakivi. Er weist auf einen alten sakralen Ort des Volksglaubens hin. Der Stein steht unter staatlichem Schutz.